# Kirk Thatcher
Kirk R. Thatcher (14 de febrero de 1962)[cita requerida] es un escritor, productor, director de cine y televisión, director de vídeos de Internet y diseñador de producción estadounidense.

## Vida personal
Thatcher nació y creció en Los Ángeles (California). Mientras asistía a la Harvard-Westlake School, conoció a Joe Johnston, un diseñador de producción de Star Wars. Johnston sería el compañero de Thatcher cuando este empezó a trabajar en la industria como asistente técnico del equipo de criaturas de ILM para el filme El retorno del Jedi.

## Cine
Thatcher empezó su carrera cuando tenía dieciocho años, cuando dejó la Escuela de Cine de la UCLA para trabajar en el centro de efectos especiales de George Lucas, Industrial Light and Magic (ILM). Thatcher fue el diseñador de producción de los primeros vídeos musicales de David Fincher y pasó más de un año creando el estilo de muchos vídeos de Rick Springfield y The Motels. Después, Leonard Nimoy contrató a Thatcher como productor asociado de Star Trek IV. Misión: salvar la Tierra. Además de producirla, también interpretó a un fanático del punk rock con quien Kirk y Spock se encuentran en un autobús público mientras reproduce a todo volumen la canción «I Hate You» en un radiocasete. Spock incapacita al punk usando el pellizco vulcano para el deleite de los demás pasajeros. Thatcher escribió e interpretó la canción y la grabó con el diseñador de sonido Mark Mangini. Thatcher no recibió un ingreso adicional por el papel sin diálogo de punk, pero sí «unos ocho centavos de regalías» por la canción.
En 2002, Thatcher trabajó como director por primera vez en el filme It's a Very Merry Muppet Christmas Movie para NBC, que tuvo una audiencia de más de once millones de televidentes. Thatcher coescribió varios filmes de los Muppets, como La isla del tesoro de los Muppets (1996), y dirigió tres telefilmes, como A Muppets Christmas: Letters to Santa (2008) y El mago de Oz de los Muppets (2005), que se estrenó en el Festival de Cine de Tribeca de Robert De Niro.
En 2015, Thatcher dirigió Turkey Hollow, un telefilme con temática del Día de Acción de Gracias para The Jim Henson Company que se emitió en Lifetime. En los créditos, Thatcher aparece, junto con Jim Henson y Jerry Juhl, como uno de los tres escritores. Kirk Thatcher hizo un cameo interpretando a «Punk Rock Guy» en el filme de 2017 Spider-Man: Homecoming como homenaje a su papel de «Punk on Bus» en Star Trek IV.
En octubre de 2021, Thatcher escribió y dirigió Muppets Haunted Mansion.
En 2024, la voz de Thatcher apareció en el filme de Pixar Inside Out 2.

## Televisión
Thatcher fue productor supervisor de la serie de ABC que ganó el premio Emmy Muppets Tonight.
Thatcher también escribió episodios para la serie de Cartoon Network Foster's Home for Imaginary Friends y dirigió episodios de las series LazyTown, Sid el niño científico y Crank Yankers para Nickelodeon, PBS y Comedy Central, respectivamente.
En 2014, Thatcher hizo una aparición en la serie Jim Henson's Creature Shop Challenge de SyFy, en la que fungió en cada episodio como juez de la competencia.
Thatcher volvió a la franquicia de Star Trek en 2019 y narró el episodio «Ephraim y Dot» de la miniserie Star Trek: Short Treks. En 2022, interpretó a un «Punk on the Bus» maduro en la segunda temporada de Star Trek: Picard. Ese mismo año, anunció mediante su página de Instagram que escribiría para Mystery Science Theater 3000.

## Internet y publicidad
Thatcher también dirigió «Bohemian Rhapsody», de los Muppets, que ganó en la categoría de vídeo viral en la 14.ª edición de los premios Webby. En 2015, dirigió los vídeos musicales de los Muppets «Jungle Boogie» y «Kodachrome».